# 谷崎精二
谷崎 精二（たにざき せいじ、1890年12月19日 - 1971年12月14日）は、日本の英文学者、小説家。早稲田大学教授。小説家谷崎潤一郎の弟。

## 来歴・人物
東京市日本橋区蛎殻町（現・東京都中央区日本橋人形町）出身。谷崎倉五郎の二男。生家は母方の祖父が事業に成功したため、当初は裕福だったが、父が事業に失敗し、次第に零落、兄潤一郎は家庭教師をして糊口を凌いだが、精二は阪本尋常小学校高等科を経て工手学校（現在の工学院大学）に通った。卒業後は通信技手をしていたが、しかし兄の影響もあって文学を志し、国民英学会、正則予備校に通い、1909年、早稲田大学高等予科英文科入学、同期に広津和郎があり、坪内逍遥、相馬御風、島村抱月らの指導を受けた。
1912年（大正元年）、広津、相馬泰三、葛西善蔵らが同人誌『奇蹟』を創刊し、少し遅れて参加、創作を発表。
1913年、早稲田大学英文科を卒業。萬朝報編輯局勤務。創作に従事。「早稲田文学」を中心に、私小説風の作風や恋愛を題材とする小説を発表し続ける。また英文学者として、英文学のみならずロシア文学も英訳から重訳していた。片上天絃に推薦され早大講師となる。1921年、助教授、のち教授となる。早稲田文学主幹を兼ねる。昭和初年、創作家としてあまり評価されないことから、創作を半ば断念する。
1941年（昭和16年）『ポオ小説全集』全6巻を刊行。早稲田大学文学部には片上派と吉江喬松派の対立があり、谷崎は吉江派の西條八十、会津八一らを追い落とし、1946年、文学部長になったとされる（筒井清忠『西條八十』）。1951年、文学博士号を授与される。

## エピソード
- 若い頃は兄に創作について相談もしたが、次第に疎遠になり、1933年（昭和8年）、弟妹たちの世話のことで喧嘩し絶交する。その6年後に精二の最初の妻が急死した時、新聞でそれを知った潤一郎が葬儀に現れたことをきっかけに、ある程度関係修復の兆しを見せるようになっていったが、最後まで心底から打ち解けることはなかった。
- 文豪の弟ながらほとんど研究されていないが、細江光の『谷崎潤一郎』では、その私小説が潤一郎の弟妹に関する資料として参照されている。
- 趣味は旅行[1][2][3][4]。住所は東京都世田谷区世田谷[2]。

## 家族・親族
谷崎家
- 妻
  - 郁（1896年 - 1939年）[3]
  - 富士子（1906年 - ?）[1][2]
- 長女（1917年 - ?）[3][4]
- 二女（1921年 - ）[3][4]
- 長男・英男[3][4]（東京大学卒。ドイツ文学専攻で戦後、早稲田大学商学部教授、1923年 - ）
- 次男・昭男　(1944年 - 2019年)（後妻の子、東京教育大学大学院修士課程修了、文芸評論家、相模女子大学理事長） - 保田與重郎に師事し、保田の伝記を著している。

## 著作
- 『ゲエテ物語』（実業之日本社） 1914
- 『離合』（阿蘭陀書房） 1917
- 『生と死の愛』（新潮社） 1917
- 『蒼き夜と空』（春陽堂） 1917
- 『ドストヱーフスキー評伝』（春陽堂） 1919
- 『結婚期』（新潮社） 1919
- 『地に頬つけて』（天佑社） 1919
- 『静かなる世界』（聚英閣） 1920
- 『別宴』（アルス） 1920
- 『水のほとり』（隆文館） 1921
- 『恋愛模索者』（新潮社） 1921
- 『明暗の街』（新潮社） 1922
- 『ある姉妹』（アルス） 1922
- 『歓楽の門』（新潮社） 1924
- 『美しき人』（高陽社） 1924
- 『大空の下』（ヱルノス） 1925
- 『火を恋ふ』（新潮社） 1926
- 『現代長篇小説全集 第22』（小山内薫・谷崎精二篇、新潮社） 1929
- 『街の旋風』（楽園書房） 1934
- 『文学の諸問題』（日月書院） 1938
- 『都市風景』（砂子屋書房） 1939
- 『失はれた愛』（牧野書店） 1941
- 『青春岐路』（南方書院） 1941
- 『展け行く路』（南方書院） 1943
- 『レオナルド・ダ・ヴィンチ』（南方書院） 1942
- 『火を恋う』（新星社） 1946
- 『小説の鑑賞と作法』（新星社） 1947
- 『悲しき愛情』（東方社） 1947
- 『さらば故郷』（東方社） 1948
- 『世界名作大観 英米篇』（労働文化社） 1948
- 『英文学作家論』（文治書院） 1948
- 『小説形態の研究』（大日本雄弁会講談社） 1951
- 『都会の情熱』（東方社） 1955
- 『放浪の作家 葛西善蔵評伝』（現代社） 1955
- 『教壇生活三十年』（東方社） 1955
- 『小説の形態』（三省堂） 1957
- 『谷崎精二選集』（校倉書房） 1960
- 『エドガア・ポオ』（研究社出版） 1967
- 『明治の日本橋・潤一郎の手紙』（新樹社） 1967
- 『葛西善蔵と広津和郎』（春秋社） 1972

## 翻訳
- 『赤き死の仮面』（アラン・ポオ、泰平館書店） 1913
- 『赤い花』（フセヴォロド・ガルシン、海外文芸社） 1913
- 『先駆者』（メレジコウスキイ、早稲田大学出版部） 1916
- 『結婚の幸福』（トルストイ、新潮社、トルストイ叢書9） 1917
- 『父と子』（ツルゲエネフ、新潮社） 1919
- 『モントクリスト伯爵』（アレキサンダア・ヂユウマ、新潮社） 1919
- 『舞姫タイス』（アナトール・フランス、聚英閣） 1921
- 『女の一生』（モウパッサン、天佑社、モウパッサン全集15） 1922
- 『アッシヤァ家の没落』（エドガア・アラン・ポオ、新潮社） 1925
- 『ロード・ジム / クローム・イエロー』（ジョゼフ・コンラッド / ハックスレイ、新潮社、世界文学全集第2期第6） 1931  
「クローム・イエロー」は森田草平訳
- 『バイロン情熱の書』（バイロン、金星堂、人生叢書7） 1936
- 『ヘンリイ・ライクロフトの手記』（ジヨオジ・ギツシング、改造社） 1939
- 『エドガア・ポオ小説全集 02』（春陽堂） 1941 - 1944
- 『エドガア・ポオ小説全集 03』（春陽堂） 1941 - 1944
- 『エドガア・ポオ小説全集 05』（春陽堂） 1941 - 1944
- 『エドガア・ポオ小説全集 別巻』（春陽堂） 1941 - 1944
- 「ポオ小説全集」 全6巻（春陽堂） 1941
1)『アッシャア家の没落』
2)『マリイ・ロオジェの秘密』
3)『モルグ街の殺人』
4)『ゴォドン・ピムの物語』
5)『ジェイ・ロドマンの日記』
6)『黄金虫』
- 「エドガア・アラン・ポオ小説全集」全5巻（春秋社） 1962 - 1963
1)『推理小説編』
2)『幻怪小説編』
3)『冒険小説編』
4)『探美小説編』
5)『宇宙論・詩論・小品』
- 新版「エドガア・アラン・ポオ小説全集」 全6巻（春秋社） 1969 - 1970
上掲に第6巻として戯曲や年譜を加えたもの
- 再編版「ポオ小説全集」全4巻（春秋社） 1998
宇宙論・詩論・詩集などが未収録
- 『エドガー・アラン・ポー怪奇・探偵小説集』1・2（エドガー・アラン・ポー、偕成社、偕成社文庫） 1985